# Raymond A. Price

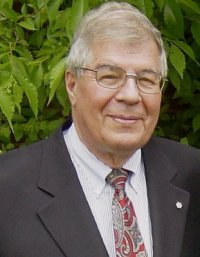
Raymond Price 2010

Raymond Alexander Price (* 25. März 1933 in Winnipeg; † 16. Oktober 2024 in Kingston, Ontario) war ein kanadischer Geologe (Tektonik in Nordamerika).

## Leben
Price studierte Geologie an der University of Manitoba mit dem Bachelor-Abschluss 1955 und an der Princeton University mit dem Master-Abschluss 1957 und der Promotion 1958. Danach arbeitete er als Erdölgeologe für den Geological Survey of Canada (GSC) und studierte in diesem Zusammenhang den tektonischen Aufbau der Kordilleren in Westkanada. Er leitete dort das Projekt Bow-Athabasca und kartierte im Lauf der Zeit rund 20.000 Quadratkilometer 1968 wurde er Associate Professor und später Professor an der Queen’s University in Kingston, an der er 1972 bis 1977 Leiter der Geologischen Fakultät war. 1981 bis 1988 unterbrach er seine Universitätskarriere, um Direktor des GSC zu werden. Außerdem war er in dieser Zeit Assistant Deputy Minister in der Abteilung Energie, Bergbau und Ressourcen (ERM) des Forschungsministeriums von Kanada in Ottawa. Ab 1988 war er wieder Professor an der Queen’s University, an der er 1998 emeritierte. 
Er studierte detailliert die Tektonik und Entstehung der kanadischen Kordilleren/Rocky Mountains als Modellsystem der Tektonik zum Beispiel von Überschiebungsdecken. Von 1980 bis 1985 war er Präsident des International Lithosphere Program, das er mit begründete.
Price befasste sich auch mit den Auswirkungen globaler Erwärmung und der Entsorgung von nuklearem Abfall. Er war auch Vorsitzender des Beirats des Sudbury Neutrino Observatoriums.
Er war Fellow der Royal Society of Canada (1972), der National Academy of Sciences (1988) und der American Association for the Advancement of Science. Er war Offizier des Order of Canada (2003) und Offizier des Ordens der Palmes Academiques. 2018 erhielt er die Willet G. Miller Medal, 2012 die Penrose-Medaille, 2010 die Massey Medal der Royal Canadian Geographical Society, 1988 die Leopold-von-Buch-Plakette und 1985 die Logan Medal. Von 1978 bis 1980 war er Killam Fellow. 1989/90 war er Präsident der Geological Society of America. Er war Ehrendoktor der Carleton University und der Memorial University of New Foundland.

## Schriften
- Herausgeber: Origin and evolution of sedimentary basins and their energy and mineral resources, American Geophysical Union, Washington D. C. 1989
- Herausgeber mit James A. Leith, John A. Spencer Planet Earth: Problems and Prospects, McGill-Queen´s University Press 1995
- Herausgeber mit R. J. W. Douglas: Variations in tectonic styles in Canada, Toronto, Geological Association of Canada 1972
- Flathead map-area: British Columbia and Alberta, Department of Mines and Technical Surveys, Ottawa 1966
- mit E. W. Mountjoy: 1970. "The The geological structure of the Southern Canadian Rockies between Bow and Athabasca Rivers, -- A progress report, in J. O. Wheeler A structural cross-section of the Southern Canadian Cordillera, Geological Association of Canada, Special Paper Number 6, 1970, S. 7–25.